# Catarata Ahlfeld
Catarata Ahlfeld oder Catarata Federico Ahlfeld ist der Name eines Wasserfalls im Nationalpark Noel Kempff Mercado im Osten Boliviens. Er liegt im Departamento Santa Cruz nahe der Grenze zu Brasilien am Río Paucerna, einem Nebenfluss des Río Iténez in unberührtem Regenwaldgebiet. Er liegt an den unteren Ausläufern des Huanchaca-Plateaus und nur etwas mehr als 4 Kilometer nordwestlich des größeren Wasserfalls Catarata Arco Iris, der 6 Flusskilometer aufwärts am gleichen Fluss liegt. Die Fallhöhe des Wassers ist 42 m.
Benannt wurde der Wasserfall nach dem deutsch-bolivianischen Geologen Friedrich Ahlfeld, der große Teile Boliviens wissenschaftlich erkundete.